# Brendan O'Brien (röstskådespelare)
Brendan James O'Brien, född 9 maj 1962 i Hollywood, död 23 mars 2023, var en amerikansk röstskådespelare. Han blev mest känd för sitt röstskådespeleri i Crash Bandicoot-spelen. Han var son till skådespelarna Edmond O'Brien och Olga San Juan. 

## Framträdanden

### Television
- 1997 - Spicy City (tilläggande röster)
- 1999 - Todd MacFarlane's Spawn (tilläggande röster)
- 2020 - Riverdale

### Datorspel
- 1996 - Crash Bandicoot (Crash Bandicoot, Pinstripe Potoroo, Doctor Neo Cortex, Doctor Nitrus Brio, Papu Papu, Ripper Roo, Koala Kong, Aku Aku)
- 1997 - Crash Bandicoot 2: Cortex Strikes Back (Crash Bandicoot, Doctor Nitrus Brio, Doctor N. Gin, Komodo Moe, Ripper Roo, Aku Aku)
- 1998 - Crash Bandicoot 3: Warped (Crash Bandicoot, Tiny Tiger, Doctor N. Gin)
- 1999 - Crash Team Racing (Tiny Tiger, Doctor N. Gin, Pinstripe Potoroo, Ripper Roo)
- 2000 - Crash Bash (Crash Bandicoot, Tiny Tiger, Doctor Nitrus Brio, Papu Papu, Komodo Moe)
- 2000 - Crash Bandicoot: The Wrath of Cortex (Crash Bandicoot, Tiny Tiger)
- 2002 - Crash Bandicoot XS (Crash Bandicoot)
- 2003 - Crash Bandicoot 2: N-Tranced (Crash Bandicoot)
- 2004 - Crash Bandicoot Fusion (Crash Bandicoot)[3]